# Pawel Dmitrijewitsch Zizianow

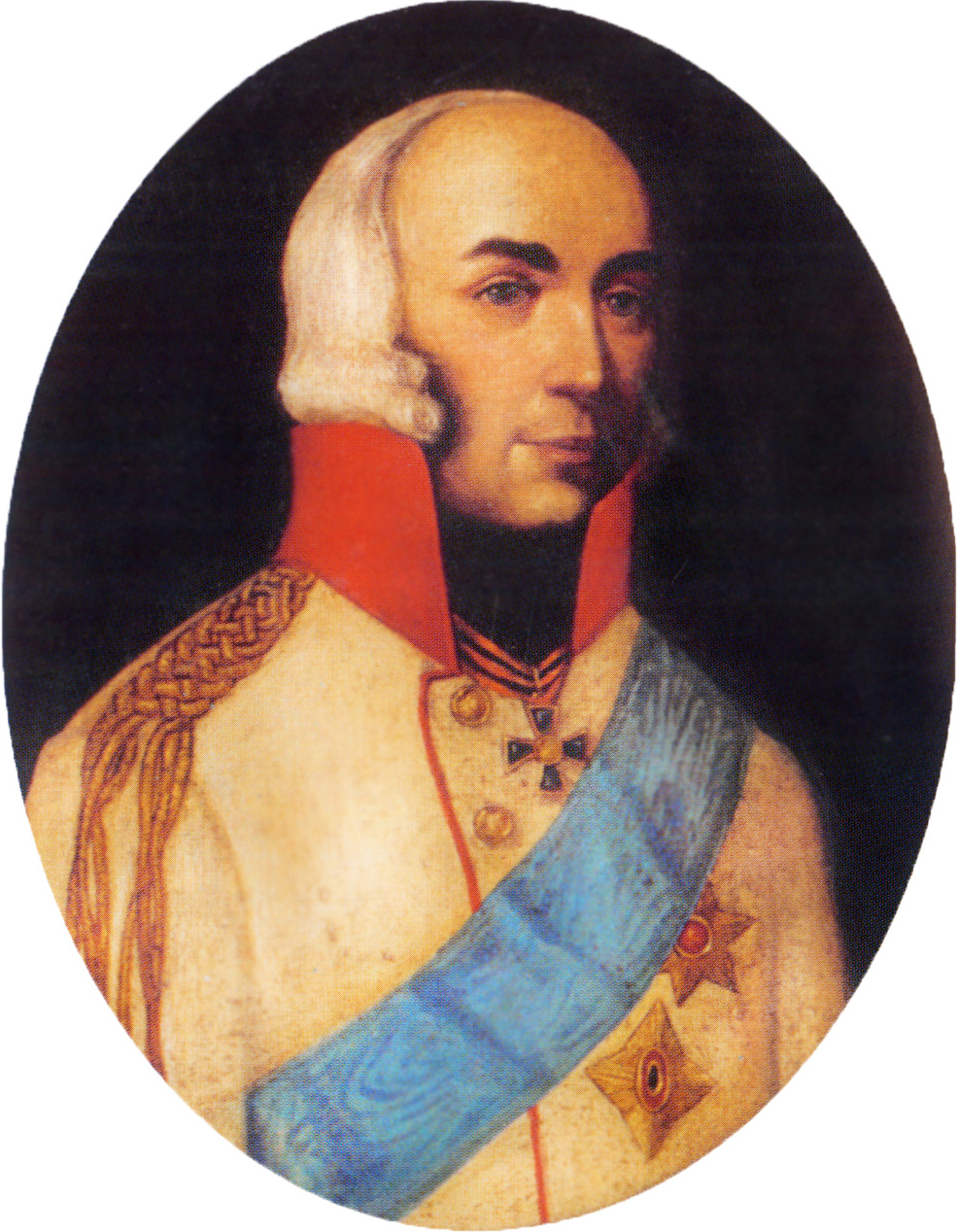
Pawel Zizianow mit seinen militärischen Auszeichnungen

Pawel Dmitrijewitsch Zizianow (russisch Павел Дмитриевич Цицианов, georgisch პავლე ციციშვილი , Pawle Zizischwili; englisch Pavel Tsitsianov; * 19. September 1754 in Moskau, Russisches Kaiserreich; † 20. Februar 1806 in Baku, Khanat Baku) war ein georgischer Adeliger und General der Kaiserlichen Russischen Armee. Von 1802 bis 1806 war er russischer Oberbefehlshaber im Kaukasus, während des Russisch-Persischen Krieges von 1804 bis 1813 trieb er russische Gebietsgewinne im Südkaukasus auf persische Kosten voran.
Zizianow entstammte der bedeutenden georgischen Adelsfamilie Zizischwili, die Verwandtschaftsverhältnisse zur königlichen Familie pflegte. Er trat 1761 in das Preobraschensker Leib-Garderegiment ein, im Jahre 1785 wurde er zum Oberst eines Grenadierregimentes befördert. Er diente im Russisch-Österreichischen Türkenkrieg (1787–1792) und im Russisch-Persischen Krieg von 1796.
Im Jahre 1801 wurde er in den Kaukasus versetzt und im Jahre 1802 zum Oberbefehlshaber über die dortigen Truppen ernannt. Als starker russischer Imperialist führte er administrative und soziale Reformen durch und unterdrückte Widerstände gegen die russische Vorherrschaft. Er verachtete die „Asiaten“ und „Perser“, erregte sich über deren Brutalität, während seine eigenen Truppen schreckliche Massaker begingen. Zwischen 1804 und 1805 weitete er den russischen Einfluss auf Mingrelien und das heutige Armenien aus. In der Schlacht von Gandscha eroberte er die strategisch wichtige Festung von Gandscha, wobei zwischen 1500 und 3000 Menschen massakriert wurden. Nach einer persischen Invasion über den Fluss Aras besetzte er mit einem Gegenangriff Schirwan und zwang den Khan von Schirwan, die russische Herrschaft anzuerkennen. Im Jahre 1805 wünschte der Zar, den Krieg im Kaukasus zu beenden, da er gleichzeitig gegen Napoleon ins Feld ziehen musste. Zizianow widersetzte sich jeglicher friedlichen Beilegung des Russisch-Persischen Krieges und schlug einen „Friedensplan“ vor, der einen Angriff auf Gilan und Qazvin vorsah, gefolgt von Beleidigungen an die Adresse des Schah und ein Angebot, Persien solle den Fluss Aras als Grenze akzeptieren und eine Million Rubel zahlen, um Teheran vor der Zerstörung zu bewahren.
Im Februar 1806 erreichte er Baku, wo er dem Khan von Baku ebenfalls die russische Vorherrschaft aufzwingen wollte. Am 20. Februar 1806 wurde er vom Khan in eine Falle gelockt und von den Leibwächtern des Khan ermordet. Seine Leiche wurde in einen Graben nahe der Stadtmauer geworfen.